# 뉴욕 타임스 북 리뷰
《뉴욕 타임스 북 리뷰》(The New York Times Book Review)는 뉴욕 타임스의 부록으로 매주 발간되는 종이 잡지이다. 최신 픽션과 논픽션 도서 비평을 다루며, 현재 가장 영향력 있고 널리 읽히는 서평 잡지 중 하나이다.

## 개요
따로 구독하거나 구입할 수 있는 버전과, 뉴욕타임즈의 일요일판에 들어가는 버전, 이렇게 두가지 종류가 매주 발간된다. 전자는 표지에 가격이 표시되고 후자는 아니라는 점만 제외하면 동일하다.
매주 작가나 발행인을 통해 750에서 1,000권의 책을 우편으로 받으면, 20에서 30권만이 비평의 대상으로 채택된다. 이 선별은 "시사(preview) 편집자"가 하는데, 이를 통해 읽는 책이 매년 1,500권 이상이라고 한다. 선택받지 못한 책은 폐기실에 모아두었다가 반스 & 노블이 한달에 한번 방문하여 구입하며, 수익금은 모두 자선단체에 기부된다. 서평 대상으로 선택된 책은 보통 서평을 쓰는 사람이 가진다.
종이 잡지와 더불어 팟캐스트를 통해 작가와의 인터뷰 음성 등 추가적인 정보를 제공한다.
매주 발행하는 뉴욕 타임스 베스트 셀러 목록은 널리 인용되며 영향력이 매우 크다.